# Severn (Maryland)
Severn és una concentració de població designada pel cens dels Estats Units a l'estat de Maryland. Segons el cens del 2000 tenia 35.076 habitants.

## Demografia
Segons el cens del 2000, Severn tenia 35.076 habitants, 12.003 habitatges, i 9.506 famílies. La densitat de població era de 969,4 habitants per km².
Dels 12.003 habitatges en un 43,4% hi vivien nens de menys de 18 anys, en un 59,8% hi vivien parelles casades, en un 14,7% dones solteres, i en un 20,8% no eren unitats familiars. En el 15,3% dels habitatges hi vivien persones soles el 2,5% de les quals corresponia a persones de 65 anys o més que vivien soles. El nombre mitjà de persones vivint en cada habitatge era de 2,91 i el nombre mitjà de persones que vivien en cada família era de 3,24.
Per edats la població es repartia de la següent manera: un 30,3% tenia menys de 18 anys, un 7,8% entre 18 i 24, un 35,7% entre 25 i 44, un 21,1% de 45 a 60 i un 5,2% 65 anys o més.
L'edat mediana era de 33 anys. Per cada 100 dones de 18 o més anys hi havia 91,9 homes.
La renda mediana per habitatge era de 66.204 $ i la renda mediana per família de 68.424 $. Els homes tenien una renda mediana de 42.933 $ mentre que les dones 31.751 $. La renda per capita de la població era de 24.640 $. Entorn del 5,4% de les famílies i el 6,5% de la població estaven per davall del llindar de pobresa.

## Poblacions més properes
El següent diagrama mostra les poblacions més properes.